# Xanthoparmelia capnoexillima
Xanthoparmelia capnoexillima är en lavart som beskrevs av Elix. Xanthoparmelia capnoexillima ingår i släktet Xanthoparmelia och familjen Parmeliaceae.   Inga underarter finns listade i Catalogue of Life.